# رسالة إلى المحرر

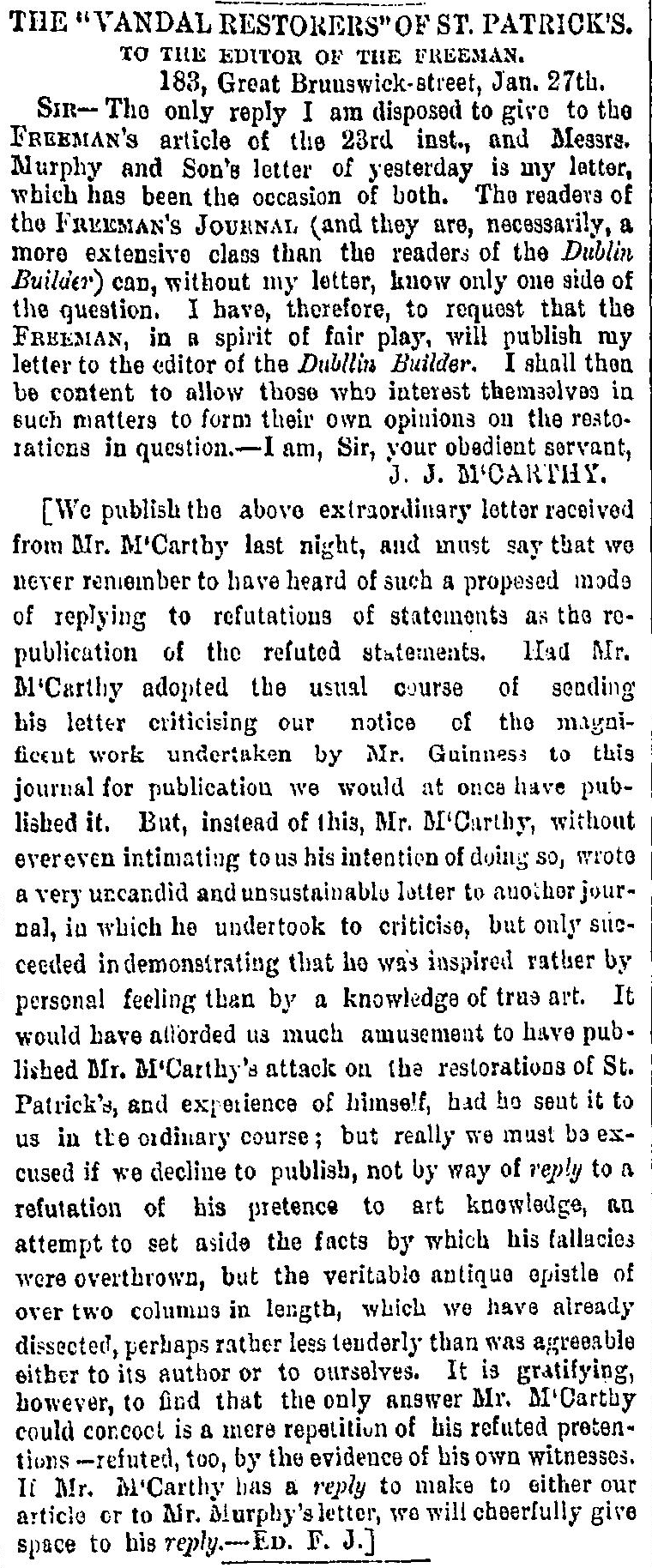
رسالة إلى المحرر بقلم جي جي مكارثي ، يطالب فيها بنشر رسالته إلى دبلن بيلدر والتي تم التعليق عليها في مجلة فريمان ، ورد المحرر جون جراي عليها. تم النشر في p. 3 من مجلة فريمان بتاريخ 28 يناير 1863

رسالة إلى المحرر  (LTE) هو بريد إلكتروني يهدف إلى النشر حول القضايا ذات الاهتمام من قرائها. عادة، الخطابات مخصصة للنشر. في العديد من المنشورات، يمكن إرسال الرسائل إلى المحرر إما عن طريق البريد التقليدي أو البريد الإلكتروني.
أحياناً ترتبط الرسائل الموجهة إلى المحرر بالصحف والمجلات الإخبارية. ومع ذلك، يتم نشرها أحيانًا في دوريات أخرى (مثل المجلات الترفيهية والتقنية والمجلات الأكاديمية) ومحطات الإذاعة والتلفزيون. في الحالة الأخيرة، تُقرأ الرسائل أحيانًا على الهواء (عادةً، في نشرة إخبارية أو في الراديو الحديث). في نموذج العرض هذا، يمكن أيضًا وصفه بأنه بريد العارض أو بريد المستمع ، اعتمادًا على الوسيط.

## الموضوع
موضوع الرسائل إلى المحرر يختلف على نطاق واسع. ومع ذلك، تشمل المواضيع الأكثر شيوعًا في ما يلي:
- تأييد أو معارضة موقف اتخذته المطبوعات في افتتاحيتها أو الرد على رسالة كاتب آخر إلى المحرر.
- التعليق على قضية حالية تجري مناقشتها من قبل هيئة إدارية - محلية أو إقليمية أو وطنية حسب توزيع المنشور. في كثير من الأحيان، سيحث الكاتب المسؤولين المنتخبين على اتخاذ قرارهم بناءً على وجهة نظرهم.
- مراجعة المواد (مثل قصة إخبارية) التي ظهرت في إصدار سابق. قد تكون هذه الرسائل إما انتقادية أو مدح.
- تصحيح خطأ أو تحريف محسوس.

## التاريخ
لطالما كانت LTEs سمة من سمات الصحف الأمريكية. تم تسليم الكثير من التقارير الإخبارية والتعليقات المبكرة التي نشرتها الصحف الأمريكية المبكرة في شكل رسائل، وبحلول منتصف القرن الثامن عشر، كانت LTEs هي الحامل المهيمن للخطاب السياسي والاجتماعي. اتخذت العديد من المقالات المؤثرة حول دور الحكومة في مسائل مثل الحريات الشخصية والتنمية الاقتصادية شكل رسائل - فكر في رسائل أو رسائل كاتو من مزارع في بنسلفانيا ، والتي أعيد طبعها على نطاق واسع في الصحف الأمريكية المبكرة. خلال القرن التاسع عشر، أصبحت LTEs مركزية بشكل متزايد بالقرب من افتتاحيات الصحف، وبحلول نهاية القرن العشرين أصبحت LTEs ثابتة في صفحات الرأي.
تختلف منتديات LTE الحديثة قليلاً عن تلك المنتديات السابقة. سيتضمن المنتدى النموذجي ستة إلى عشرة أحرف (أو مقتطفات من الرسائل). عادةً ما تكون الرسائل المختارة للنشر مجرد عينة من إجمالي الرسائل المقدمة، مع تشغيل المنشورات ذات التوزيع الأكبر نسبة أقل بكثير من الطلبات والمنشورات ذات التوزيع الصغير والتي تعمل تقريبًا في جميع الرسائل القليلة نسبيًا التي تتلقاها. يقرأ المحررون بشكل عام جميع الطلبات المقدمة، ولكن بشكل عام سيرفض معظمهم تلقائيًا الرسائل التي تتضمن ألفاظ نابية أو تصريحات تشهيرية أو هجمات شخصية ضد أفراد أو مؤسسات محددة، والتي تكون طويلة بشكل غير معقول (تقترح معظم المنشورات حدودًا للطول تتراوح من 200 إلى 500 كلمة) أو التي يتم إرسالها مجهول.
المعيار الأخير هو تطور حديث إلى حد ما في إدارة LTE. قبل بارانويا الحرب الباردة في منتصف القرن العشرين، كانت شبكات LTE المجهولة شائعة؛ في الواقع، كان الحق في الكتابة دون الكشف عن الهوية أمرًا أساسيًا لحركة الصحافة الحرة / حرية التعبير (كما في محاكمة عام 1735 ضد جون بيتر زينجر، والتي بدأت بمقال مجهول). بحلول سبعينيات القرن الماضي، طور المحررون مواقف سلبية قوية تجاه الرسائل المجهولة، وبحلول نهاية القرن العشرين، رفض حوالي 94 بالمائة من الصحف تلقائيًا شبكات LTE المجهولة. أنشأت بعض الصحف في الثمانينيات والتسعينيات منتديات خاصة للرأي المجهول سمحت للناس إما بتسجيل آراء شفهية قصيرة عبر الهاتف (والتي تم نسخها ونشرها بعد ذلك) أو إرسال رسائل غير موقعة أو استخدم فيها المؤلف اسمًا مستعارًا. على الرغم من أن العديد من الصحفيين سخروا من منتديات الاتصال المجهولة باعتبارها غير أخلاقية (على سبيل المثال، يمكن لشخص ما أن يصدر رأيًا لا أساس له من الصحة دون القلق من العواقب أو الاضطرار إلى دعم التعليق بحقائق ثابتة)، جادل المدافعون بأن مثل هذه المنتديات تدعم تقليد الصحافة الحرة من النقاش النشط غير المقيد على غرار ما وجد في الصحف السابقة.
على الرغم من اعتبارها في المقام الأول وظيفة من وظائف المطبوعات، فإن LTEs موجودة أيضًا في الوسائط الإلكترونية. في الصحافة الإذاعية، كانت LTEs دائمًا ميزة شبه منتظمة لمدة 60 دقيقة والبرامج الإخبارية للإذاعة الوطنية العامة. تنتشر LTEs أيضًا على الإنترنت بأشكال مختلفة.
بحلول أوائل القرن الحادي والعشرين، أصبح الإنترنت نظام توصيل للعديد من شبكات LTE عبر البريد الإلكتروني والمواقع الإخبارية (في الواقع، بعد إرسال العديد من المظاريف التي تحتوي على مسحوق يشتبه في أنه الجمرة الخبيثة إلى المشرعين والصحفيين، أعلنت العديد من المؤسسات الإخبارية أنها ستفعل ذلك. قبول البريد الإلكتروني فقط). نظرًا لأن الإنترنت وسع على نطاق واسع نطاق القراء المحتملين للافتتاحيات وأعمدة الرأي في الصحف الصغيرة، فقد تجذب مقالاتهم الافتتاحية أو الأعمدة المثيرة للجدل في بعض الأحيان رسائل بريد إلكتروني أكثر بكثير مما اعتادوا على التعامل معه - لدرجة أن عددًا قليلاً من الصحف لديها خوادم بريد إلكتروني يصطدم.
يعد المحررون هدفًا متكررًا لحملات كتابة الرسائل، وتسمى أيضًا عمليات " التسويق الماكر "، أو عمليات «القاعدة الشعبية الوهمية» حيث يتم توزيع عينات الرسائل على الإنترنت أو غير ذلك، ليتم نسخها أو إعادة كتابتها وتقديمها كرسائل شخصية. 
على الرغم من أن إدارة LTE لا تحظى باهتمام كبير في المجلات التجارية، إلا أن إحدى المنظمات، وهي المؤتمر الوطني لكتاب التحرير، غالبًا ما تتضمن مقالات حول إدارة LTE في رسالتها الإخبارية، The Masthead ، وفي اجتماعاتها السنوية. من بين أقوى أبطال NCEW لـ LTEs كان رونالد دي كلارك من St. Paul Pioneer Press ، الذي كتب، «ضع في اعتبارك الرسائل كمقياس لمدى (أنت) تجذب القراء أو المشاهدين. كلما تلقيت أكثر، زادت اتصالك. كلما قل عدد مرات تلقيك، زادت قوة الإشارة على أنك تضع الجماهير في النوم».
من ناحية أخرى، سيسمح العديد من المحررين بنشر رسائل مجهولة المصدر حيث لا يتم طباعة تفاصيل اسم المؤلف وعنوانه، ولكن يتم الكشف عنها للمحرر. يمكن أن يؤدي هذا إلى تعزيز مناقشة القضايا الشخصية أو المثيرة للجدل أو المحرجة، ولكن من المهم طرحها في نقاش عام.
في بعض الأحيان، سينتهي الأمر برسالة موجهة إلى المحرر في إحدى الصحف المحلية، مثل رسالة Dear IRS التي كتبها إد بارنيت إلى Wichita Falls Times Record News في ويتشيتا فولز بولاية تكساس، باهتمام وسائل الإعلام الوطنية.

## الأكاديمي
في النشر الأكاديمي، عادة ما تكون الرسائل الموجهة إلى محرر مجلة أكاديمية مراجعات مفتوحة لما بعد النشر لورقة ما، وغالبًا ما تكون انتقادية لبعض جوانب الورقة الأصلية. يرد مؤلفو الورقة الأصلية أحيانًا على هؤلاء برسالة خاصة بهم. غالبًا ما تجذب الأوراق المثيرة للجدل في المجلات السائدة العديد من الرسائل إلى المحرر. تسرد خدمات فهرسة الاقتباسات الجيدة الأوراق الأصلية مع جميع الردود. اعتمادًا على طول الرسالة وأسلوب المجلة، يمكن استخدام أنواع أخرى من العناوين، مثل تعليق الزملاء . هناك بعض الاختلافات في هذه الممارسة. تطلب بعض المجلات تعليقات مفتوحة كمسألة بالطبع، والتي يتم نشرها مع الورقة الأصلية، وأي رد من المؤلفين، في عملية تسمى تعليق النظير المفتوح . يتيح إدخال ممارسة «epub قبل الطباعة» في العديد من المجلات الآن ظهور الرسائل غير المرغوب فيها إلى المحرر (ورد المؤلفين) في نفس العدد المطبوع من المجلة، طالما يتم إرسالها في الفترة الفاصلة بين المجلة الإلكترونية نشر الورقة الأصلية وظهورها مطبوعة.

## التحريف
قد يؤدي تقديم خطاب باسم مستعار لدعم الخصم أو لانتقاده إلى عواقب وخيمة. على سبيل المثال، انتهت مهنة السياسي الكندي بول ريتسما بفضيحة في عام 1999، بعد أن وقع رسائل موجهة إلى الصحف باسم «وارن بيتانكو» يشيد فيه بنفسه ويهاجم خصومه السياسيين. كتبت صحيفته المحلية قصة في الصفحة الأولى تحت عنوان «MLA Reitsma كاذب ويمكننا إثبات ذلك». في حين لم يتم استدعاؤه رسميًا من قبل الناخبين، فقد استقال قبل إجراء انتخابات سحب الثقة الرسمية. وهو السياسي الكندي الحديث الوحيد الذي أُجبر على ترك منصبه بسبب سحب الثقة من منصبه.
في عام 1966، اهتز حزب حيروت بزعامة المعارضة آنذاك مناحيم بيغن من الفضيحة عندما ثبت أن الرسائل التي تهاجم بيغن بحدة، والتي نُشرت في الصحف اليومية الكبرى، من تأليف منافسي بيغن لقيادة الحزب وأرسلت إلى الصحف تحت مختلف الأسماء المستعارة. ونتيجة لذلك، فقد الخصوم مصداقيتهم وطردوا من الحزب في نهاية المطاف، مما ساعد على تعزيز موقع بيغن القيادي للفوز بالانتخابات العامة لعام 1977 ويصبح رئيسًا لوزراء إسرائيل.